# Roser Amadó
Roser Amadó i Cercós (Barcelona, 22 de enero de 1944-Barcelona, 12 de septiembre de 2023) fue una arquitecta española.

## Primeros años
Estudió en la Escuela Técnica Superior de Arquitectura de Barcelona, donde se tituló en 1968. Trabajó asociada a Lluís Domènech i Girbau.

## Trayectoria
Su obra se situó entre el racionalismo ecléctico y la arquitectura vanguardista, con influencia del Estilo Internacional, y con especial énfasis en valores como el funcionalismo y el espacialismo.
Fueron autores de la reconversión de Montaner y Simón Editores en la Fundación Antoni Tàpies (1986-1990), así como de la nueva sede del Archivo de la Corona de Aragón (1990-1993).  También fueron los responsables del proyecto del Centro Histórico de Lérida (1981-1984), compuesto por el Palacio de Justicia, el ascensor de Canyeret, la escuela Cervantes y el parque Màrius Torres.
Para los Juegos Olímpicos de Barcelona de 1992 proyectaron en la Villa Olímpica del Poblenou el edificio de oficinas Eurocity 1 (1989-1992), con un cuerpo cuadrado de dos plantas elevado sobre el suelo por una estructura metálica de malla ligera.
Otras obras suyas son: el edificio de viviendas de la calle del Rec Comtal 20 de Barcelona (1982-1985), la sede social de Carburos Metálicos S.A. (1990-1994), la nave de almacenaje de Honda en Santa Perpetua de Moguda (1992-1993), una manzana de 240 viviendas en la Maquinista (1999-2003), el Hotel Chic&Basic en Ámsterdam (2006-2007), la Casa Semáforo y Cuartel de los Carabineros en El Prat de Llobregat (2006-2009) y el Teatro Núria Espert en San Andrés de la Barca (2004-2010).

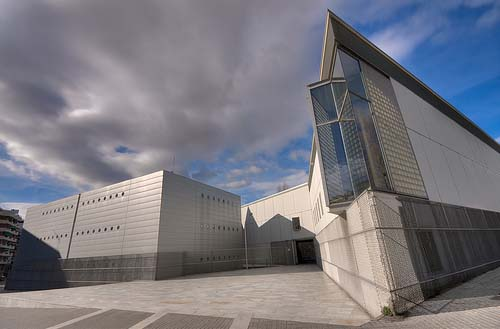
Archivo de la Corona de Aragón (1993)

En 2001 fundó la firma B01 Arquitectes junto a Lluís Domènech, Ramon Domènech, Carles Cortadas, Sander Laudy y Laura Pérez. La especial dedicación de Amadó, Laudy y Ramon Domènech al campo de la sostenibilidad representó un viraje de B01 hacia su forma de concebir el respeto al medio ambiente y la conceptualización energética de los edificios. Esa actitud de sostenibilidad se plasmó en sus proyectos de investigación e innovación rigurosos en el campo de nuevas tecnologías y materiales, siendo B01 miembro del Green Building Council España y teniendo dentro del equipo un evaluador acreditado de LEED-Verde. En su objetivo de diseñar una arquitectura reciclable y sin residuos crearon el sistema de prefabricación DOM aplicable a varias tipologías.
Murió el 12 de septiembre de 2023 en Barcelona, fue enterrada en el cementerio de Sant Gervasi.

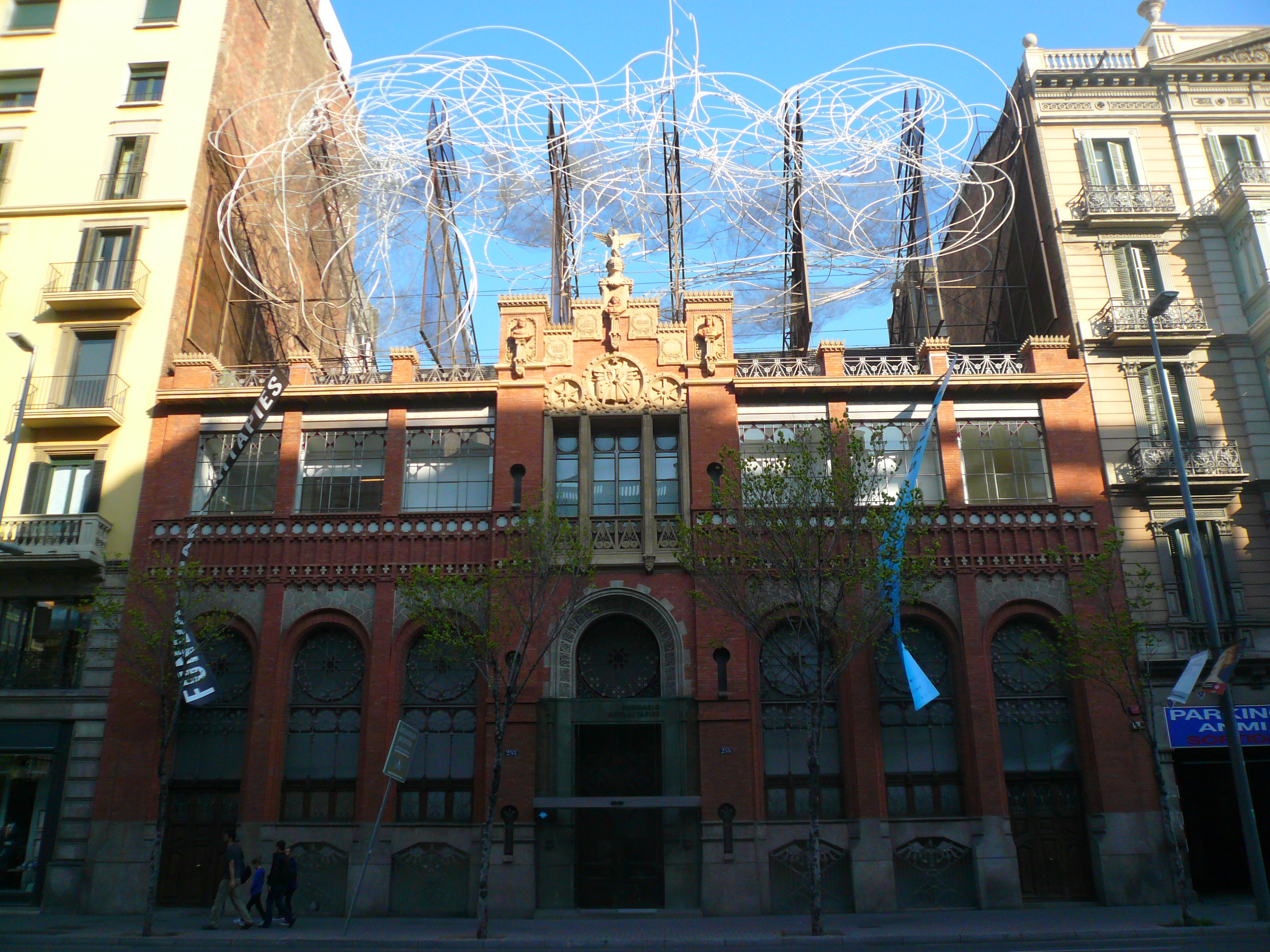
Fundación Antoni Tàpies (Barcelona). Escultor: Antoni Tàpies
Arquitectos: Roser Amadó y Lluís Domènech i Girbau.

## Publicaciones
A principios de los años 1970, Roser Amadó dirigió la revista “Nuevo Ambiente”.

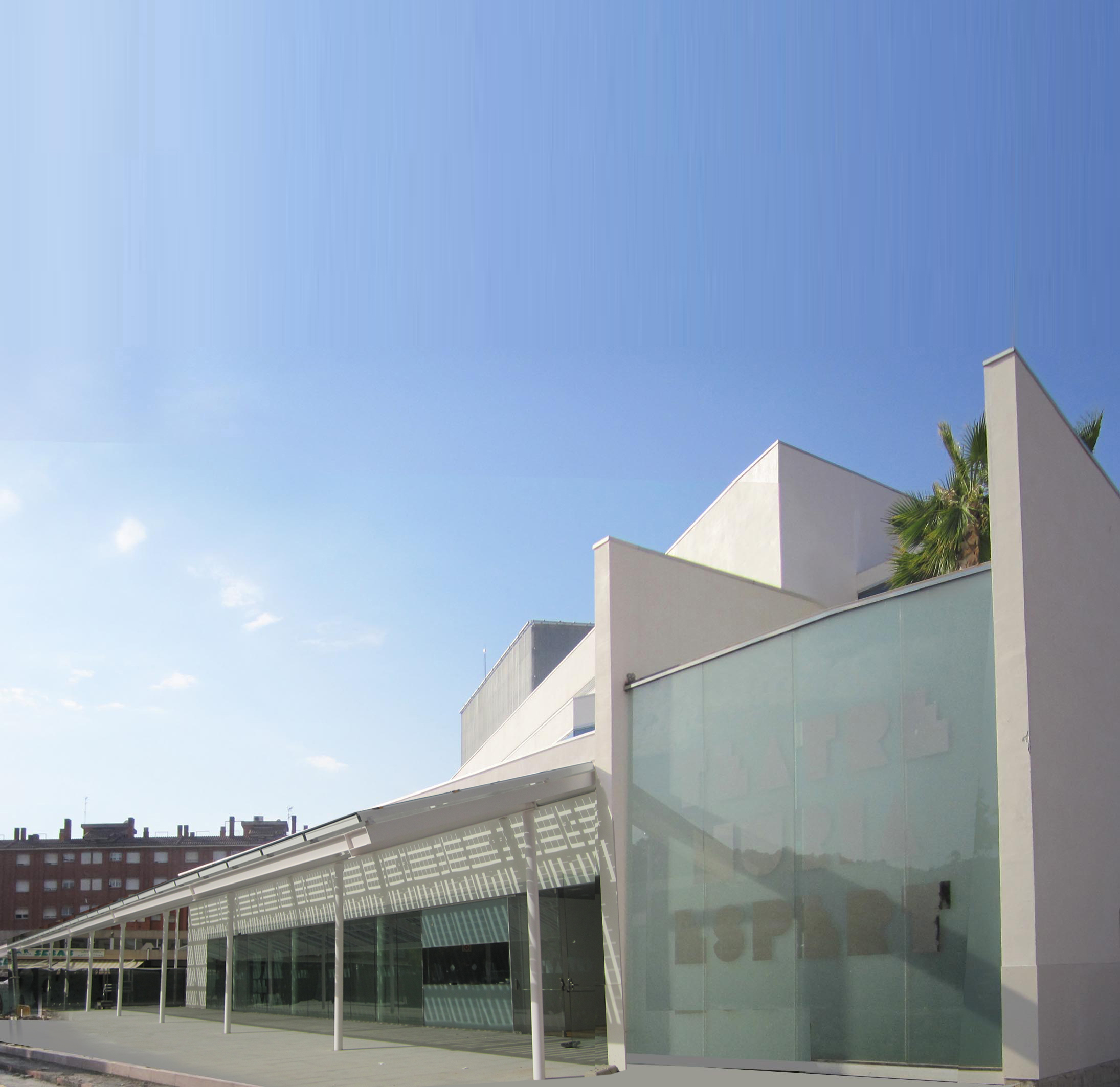
Teatro Núria Espert, San Andrés de La Barca, Roser Amadó y Lluis Doménech Girbau

## Reconocimientos
El Plan del Centro Histórico de Lérida obtuvo el Premio Nacional de Urbanismo de 1985 y además fue publicado en libros y revistas de todo el mundo.
En 2000 recibió el Premio Década, otorgado por el jurado Robert Venturi y Denise Scott-Brown, por su trabajo en la Fundación Tàpies (edificio modernista diseñado en 1879 y perteneciente a la tecnología mixta de ladrillo y hierro).